# Kaczér Margit (operaénekes)
Kaczér Margit (Pest, 1870. június 9. – Budapest, Kőbánya, 1951. március 20.) opera-énekesnő (szoprán), énektanár.

## Élete
Kaczér Károly ügyvéd és Jakabovics (Jakubovics) Veronika leányaként született, 1870. június 19-én keresztelték a pest-belvárosi római katolikus plébánián. Az Országos Zeneakadémián 1886 és ’89 között Pauli Richárd növendéke. A Magyar Királyi Operaháznak 1891 szeptemberétől 1909 végéig volt egyik leghasznosabb tagja; azután a Magyar Zeneiskola énektanárnője volt. Verdi, Wagner és Mozart műveit tolmácsolta a közönségnek. Élete végén Pécelen lakott. A Maglódi úti Bajcsy-Zsilinszky Kórházban hunyt el, halálát agyvérzés okozta.
Strobl Alajos megformálta mellszobrát.

## Szerepei
- Ifj. Ábrányi Emil: A ködkirály – Annikó
- Eugen d’Albert: Hegyek alján – Marta
- Georges Bizet: Dzsamile – címszerep
- Georges Bizet: Carmen – Mercédès
- Gustave Charpentier: Louise – címszerep
- Pjotr Iljics Csajkovszkij: Jevgenyij Anyegin – Tatyjana
- Léo Delibes: Lakmé – Miss Rose; Miss Ellen
- Léo Delibes: A király mondta – Flarambel márki
- Eibert Imre: Tamóra – Palmea
- Erkel Ferenc: Hunyadi László – Hunyadi Mátyás
- Erkel Ferenc: Brankovics György – Mara
- Erkel Sándor: Hazánk – Tilila; Zóra
- Farkas Ödön: A vezeklők – Madanika
- Farkas Ödön: Tetemrehívás – Kund Abigél
- Umberto Giordano: André Chénier – Bersi
- Christoph Willibald Gluck: Orfeusz és Euridiké – Euridiké
- Goldmark Károly: A házi tücsök – A tücsök
- Charles Gounod: Faust – Margit
- Charles Gounod: Romeo és Júlia – Manuella
- Albert Grisar: Jó éjt Pantalon úr – Izabella
- Hubay Jenő: A falu rossza – Tercsi
- Engelbert Humperdinck: Jancsi és Juliska – A boszorkány
- Wilhelm Kienzl: A bibliás ember – Martha
- Alexandre-Charles Lecocq: Angot asszony lánya – Mademoiselle Lange
- Lehár Ferenc: Kukuska – Annuska
- Ruggero Leoncavallo: Bohémek – Mimì
- Pietro Mascagni: Parasztbecsület – Santuzza
- Pietro Mascagni: Fritz barátunk – Suzel
- Jules Massenet: Manon – Manon Lescaut
- Giacomo Meyerbeer: A hugenották – Első cigányasszony
- Giacomo Meyerbeer: Észak csillaga – Natalia
- Mihalovich Ödön: Toldi szerelme – Erzse
- Wolfgang Amadeus Mozart: Don Juan – Donna Elvira
- Wolfgang Amadeus Mozart: A varázsfuvola – Első hölgy
- Jacques Offenbach: Hoffmann meséi – Olympia; Giulietta; Antonia
- Giacomo Puccini: Manon Lescaut – címszerep
- Giacomo Puccini: Bohémélet – Mimì
- Raimann Rezső: Sinan basa – Bella
- Rékai Nándor: A nagyidai cigányok – Csilla
- Bedřich Smetana: Az eladott menyasszony – Mařenka; Esmeralda
- Nicola Spinelli: Az alsó révnél – Sesella
- Johann Strauss d. S.: A denevér – Orlovsky herceg
- Franz von Suppé: Tíz leány és egy férj sem – Szidi
- Szabados Béla: Alszik a nagynéni – Denise
- Ambroise Thomas: Mignon – Fridrik
- Ifj. Toldy László: Sigrid – címszerep
- Giuseppe Verdi: A trubadúr – Leonora
- Giuseppe Verdi: Álarcosbál – Amelia
- Richard Wagner: Tannhäuser... – Vénusz
- Richard Wagner: Lohengrin – Brabanti Elza; 5. apród; 8. apród
- Richard Wagner: A nürnbergi mesterdalnokok – Eva
- Richard Wagner: A Nibelung gyűrűje – Sieglinde; Freia; Helmwige; Wellgunde; Gutrune; Woglinde; Harmadik norna
- Carl Maria von Weber: A bűvös vadász – Agathe
- Karel Weis: A lengyel zsidó – Annett
- Zichy Géza: Alár – Tömösi Béla; Tömösi Ilona
- Zichy Géza: Roland mester – Yvette